# Matthias von Krockow
Matthias von Krockow (* 11. Juli 1600 in Preußen Königlichen Anteils; † 16. März 1675 in Kolberg) war ein Staatsmann, Diplomat und Verwaltungsjurist in polnischen und brandenburgischen Diensten.

## Leben
Im autonomen Polnisch-Preußen  geboren, absolvierte er in Danzig seine erste schulische Ausbildung und erlernte erst dort die polnische Sprache. Er studierte in Wittenberg, Jena, Tübingen, Straßburg und in Frankfurt (Oder) öffentliches und privates Recht. Im Anschluss unternahm er eine Bildungsreise, die ihn durch Holland, Frankreich, England und Schottland führte. Zurückgekehrt nach Pommern wird er Hofrat bei Bogislaw XIV. Unzufrieden mit den Ansprüchen dieser Aufgabe, wendet er sich 1636 der Hofgerichtsverwaltung zu und wird nach dem Tod und der Aufteilung Pommerns, Resident des Königs von Polen Johann II. Kasimir.
Dieser entsendete ihn zur Vertretung der polnischen Interessen als Resident zu den Friedensverhandlungen in Münster und Osnabrück. In Osnabrück erkannte er, dass die Vertreter Schwedens versuchten, Hinterpommern dem brandenburgischen Kurfürsten streitig zu machen. Die brandenburgischen Vertreter Matthias Wesenbeck II. und Johann Fromhold machte er mit geheimen Informationen der französischen Gesandtschaft vertraut, die diesen sehr nützlich waren und ihre Position gegenüber Schweden stärkte. Zurückgekehrt zu seinem polnischen Dienstherrn, wurde er mit Ehrungen und Geldern reichlich ausstattet, seinem Gewissen folgend nahm er einem Ruf Friedrich Wilhelm von Brandenburg als wirklichen Geheimrat nach Berlin an.
Jedoch verwendete ihn der brandenburgische Kurfürst, aufgrund seiner Kenntnis der Sachlage, als Diplomat. So regelte er im April 1651 am Hof des Kaisers Ferdinand des III. in Wien, die Fragen zum Verlauf der Grenze Pommerns und erwirkte, dass die Vertreter Schwedens nicht zum Reichstag zugelassen wurden. Er war dann selbst im Oktober 1652 Abgesandter auf dem Regensburger Reichstag, wo den Schweden durch sein Eingreifen ein Sitz verwehrt wurde. Danach widmete er sich vor allem der Verwaltung des brandenburgischen Hofgerichts in Kolberg, erhielt vom brandenburgischen Kurfürsten 1672 den Titel eines Hofgerichtspräsidenten, das Burgrichteramt und die Hauptmannschaft von Saatzig auf Lebenszeit.